# Dreikönigsgymnasium
Das Dreikönigsgymnasium (DKG) ist mit seiner über 575-jährigen Geschichte eine der ältesten Schulen im Rheinland und die älteste Schule Kölns. Sie befindet sich im Stadtteil Bilderstöckchen.

## Geschichte

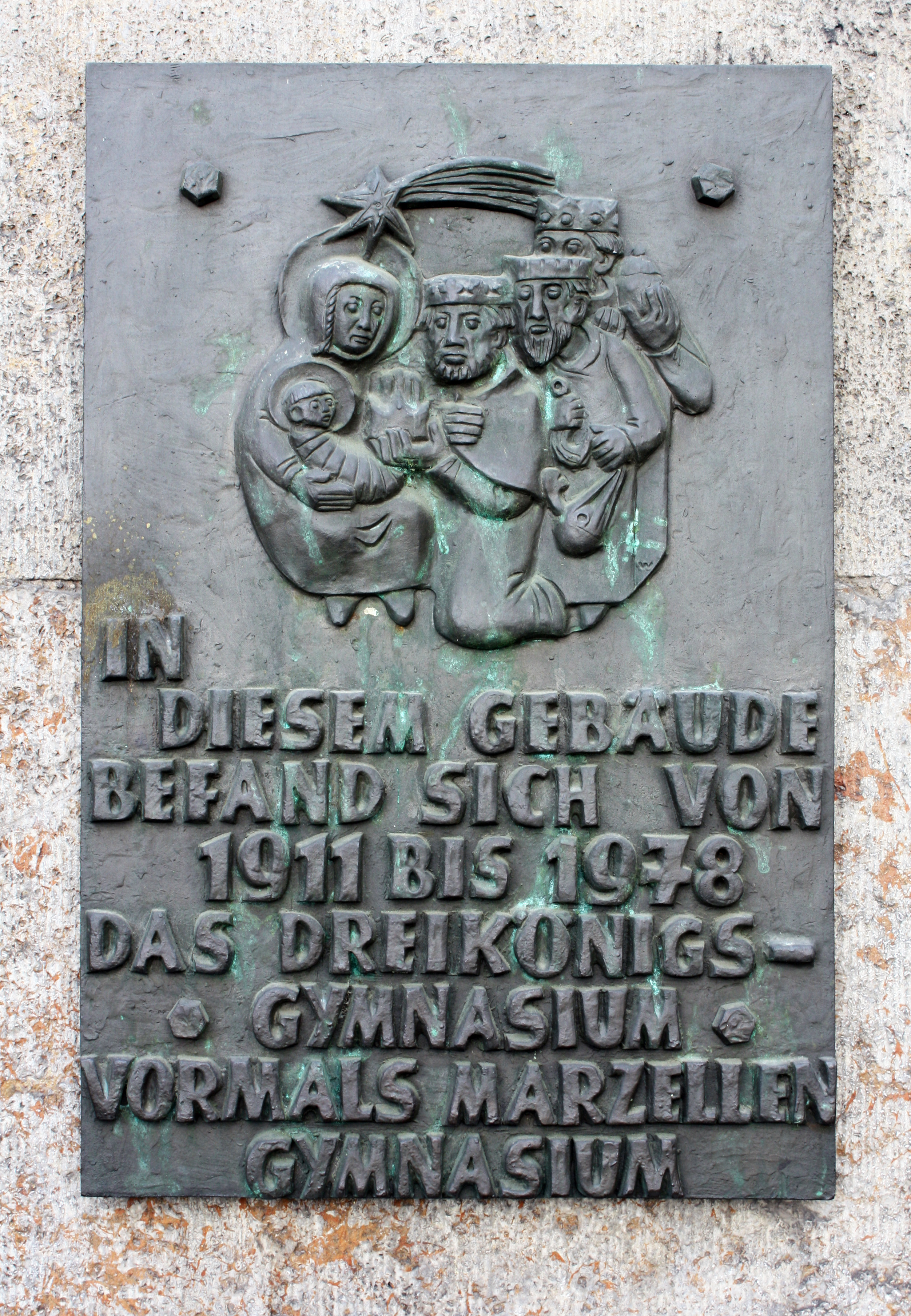
Gedenktafel am ehemaligen Standort Thürmchenswall (2009)

Aus einer 1450 von dem Theologen Johannes von Kuyck am Eigelstein gegründeten Burse, der Bursa Cucana, für die Vorbereitung eines Studiums an der alten Universität zu Köln hervorgegangen, wurde die Schule 1551 von der Stadt Köln übernommen, da ihr die Auflösung drohte. In dieser Burse waren in der Hauptsache die Juristen untergekommen. Die Stadt stellte ein neues Gebäude in der Maximinenstraße zur Verfügung, an dem sie auch ihr Wappen mit den drei Kronen anbrachte, um damit deren Aufsichtsrecht zu kennzeichnen. Nach diesem Zeichen hatte die Burse, wie damals üblich, ihren Namen und damit ihre Adresse: Die dreigekrönte Burse, bursa tricoronata. Heute heißt eine Straße dort An der Rechtschule (siehe zur Geschichte auch dort). Die Leitung übernahm nun der Humanist Jakob Lichius aus Cochem.
Nach dessen Übertritt zum Luthertum wurde die Schule von Stadt und Universität an den erst 24-jährigen Johannes Reit (Rethius), Sohn eines Kölner Bürgermeisters, der selbst am Tricoronatum ausgebildet worden war, persönlich übertragen. Rethius war während seines Theologiestudiums in Rom der Gesellschaft Jesu beigetreten. Von 1557 bis 1773 leitete nun der Jesuitenorden die städtische Schule, die an Marzellen auf das Gelände der aufgehobenen Klause St. Achatius umgesiedelt war. Dort gegenüber entstand auch die neue Jesuitenkirche. Offiziell wurde die Leitung durch die Jesuiten erst 1582.

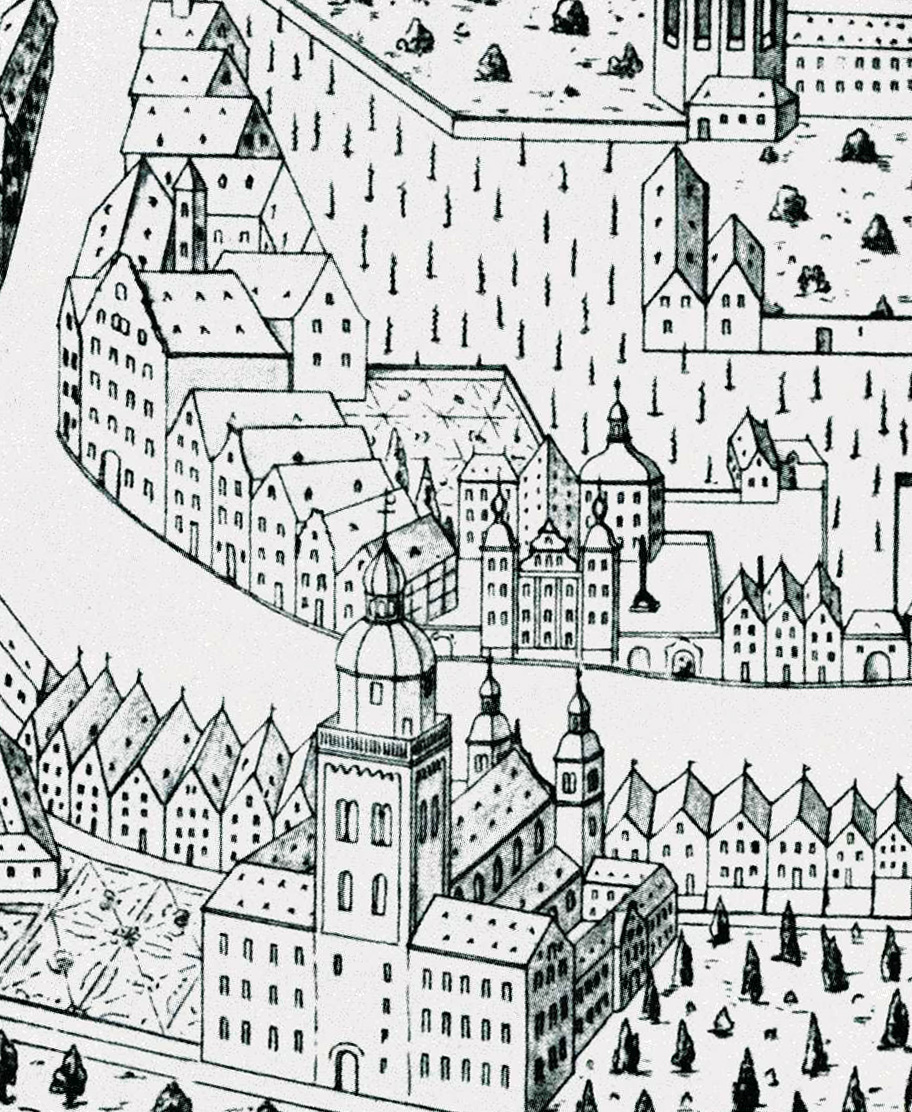
Gymnasium „Tricoronatum“ um 1702, im Vordergrund St. Mariae Himmelfahrt

Nach Aufhebung des Ordens 1773 blieb das Gymnasium bestehen, wurde aber nun Marzellengymnasium genannt, in preußischer Zeit auch Königliches Katholisches Gymnasium an Marzellen (Marzellengymnasium). In napoleonischer Zeit hatte auch die nach Auflösung der Universität gegründete Zentralschule ihren Sitz in den Gebäuden an der Marzellenstraße. Das ehemalige Vermögen der Jesuiten, ihrer Schule und das der aufgelösten Universität wird verwaltet vom Kölner Gymnasial- und Stiftungsfonds, der auch heute noch Zuschüsse für die Schule gibt.
In preußischer Zeit wurde der Bau 1828/31 durch den Stadtbaumeister Johann-Peter Weyer umfassend instand gesetzt und mit einer neuen Fassade versehen. Ein Brand vom 18./19. März 1845 machte eine erneute Reparatur notwendig. 1912 wurde der beeindruckende historische Bau abgerissen. Auch das Votum der Schule für einen Erhalt des ehemaligen nun zu klein gewordenen Schulgebäudes konnte dies nicht verhindern.
1911 wurde das DKG an den Thürmchenswall (Nr. 42–54) verlegt. Seit diesem Jahr trägt es auch den heutigen Namen Dreikönigsgymnasium. 1977 zog das Gymnasium in das damals neu erbaute heutige Gebäude in der Escher Straße im Stadtteil Bilderstöckchen. In das alte Gebäude zog die neugegründete Fachhochschule für öffentliche Verwaltung (FHöV NRW).

## Schulprofil
Aufbauend auf der alten Tradition und dem neuhumanistischen Bildungskonzept Wilhelm von Humboldts ist die sprachliche und insbesondere die altsprachliche Bildung das besondere Anliegen des Gymnasiums. Es werden Deutsch, Englisch, Französisch, Spanisch, Latein und Hebräisch unterrichtet.
Eine wichtige Rolle spielt der Sport. Seit 2002 nimmt die Schule mit Erfolg beim ASV Köln Sprintcup teil. Ferner nahm sie 2006/2007 an der Schüler-Handball-Weltmeisterschaft teil und beteiligt sich seit 2003 teilweise mit mehreren Staffeln am Köln Marathon. Zudem nimmt die Schule erfolgreich bei den Stadtmeisterschaften im Schwimmen teil.
Des Weiteren wird seit einigen Jahren die Tradition gepflegt, amerikanische bzw. britische Feste wie z. B. Thanksgiving oder Guy Fawkes zu feiern.
Seit 2010 findet jährlich ein Poetry Slam statt. Schülerinnen und Schüler der Einführungsphase tragen selbstgeschriebene Slam-Texte vor.

## Ehemaligenverein

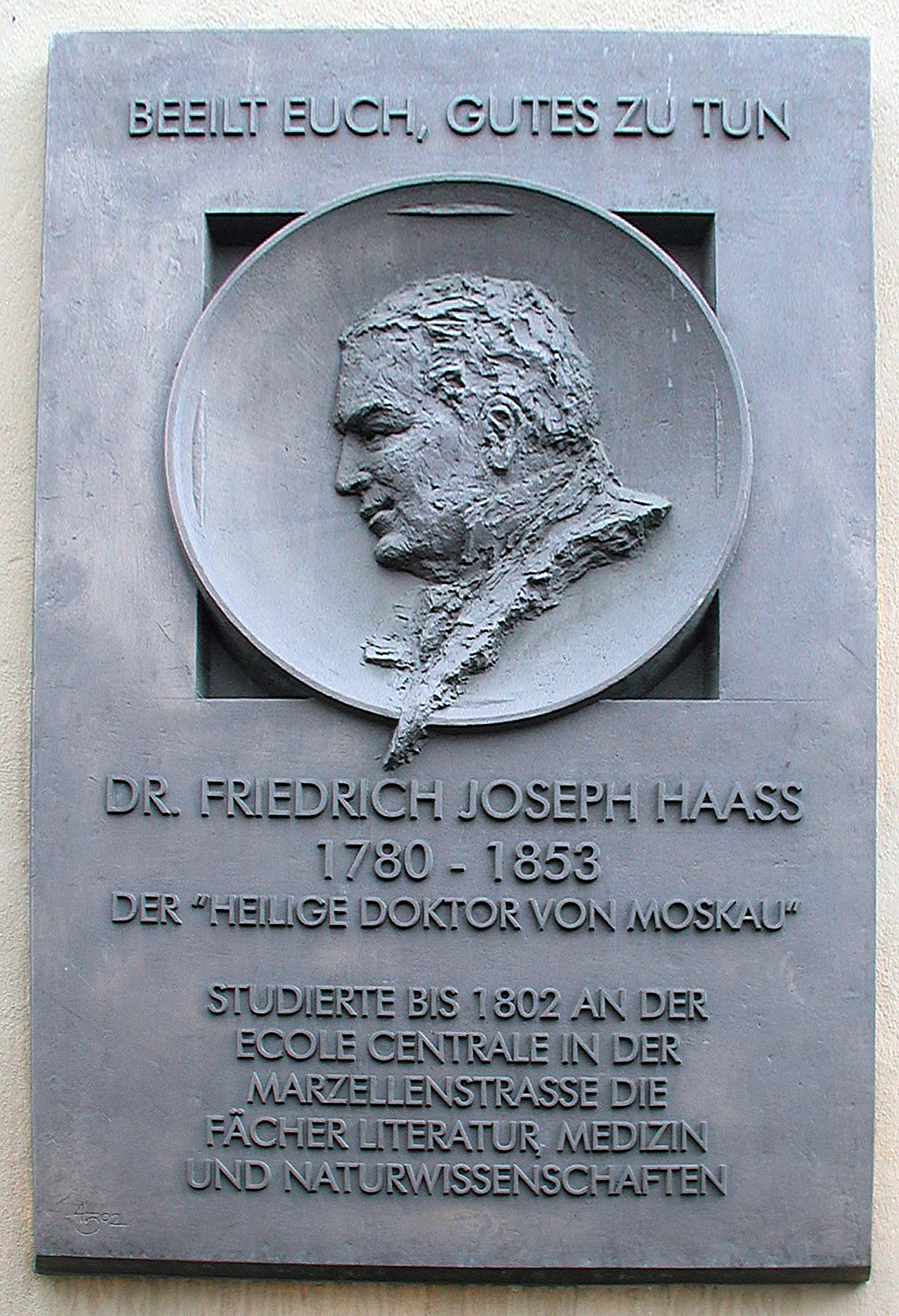
Friedrich Joseph Haass

Am 3. Juli 1929 konstituierte sich anlässlich einer Abiturfeier ein Ehemaligenverein, der sich „BURSA TRICORONATA e. V.“ nennt. Die Bezeichnung „Tricoronata“ stammt daher, dass das Kölner Stadtwappen mit seinen drei Kronen der Schule im 16. Jahrhundert ihren Namen gab: „Gymnasium Tricoronatum“.

## Rektoren (Auswahl)
- 1735–1759 Hermann Joseph Hartzheim (1694–1767), Kölner Jesuit, Historiograph und Regens
- 1884–1901 Heinrich Milz (1830–1909), Philologe

## Bekannte Lehrer
- Antonius Rescius (um 1520–1583), später Weihbischof in Würzburg und Hochschullehrer
- Friedrich Spee von Langenfeld (1591–1635), Jesuit und Gegner der Hexenprozesse[9]
- Hermann Joseph Hartzheim (1694–1767), Kölner Jesuit und Historiograph, 1735 bis 1759 Regens der Schule
- Johann Karl Friedrich Hauff (1766–1846), Mathematiker, Physiker und Hochschullehrer
- Georg Simon Ohm (1789–1854), Physiker
- Wilhelm Pütz (1806–1877), Philologe und Historiker
- Heinrich Bone (1813–1893), katholischer Pädagoge und Philologe, Verfasser von Kirchengesangbüchern
- Wilhelm Schmitz (1828–1898), Philologe
- Johann Matthias Stahl (1833–1916), Klassischer Philologe
- Joseph Klinkenberg (1857–1917), Philologe und Historiker
- Peter Wust (1884–1940), Philosoph
- Hermann Schmitz (1891–vor 1976), Philologe und Historiker
- Bernhard Lakebrink (1904–1991), katholischer Philosoph

## Bekannte Schüler

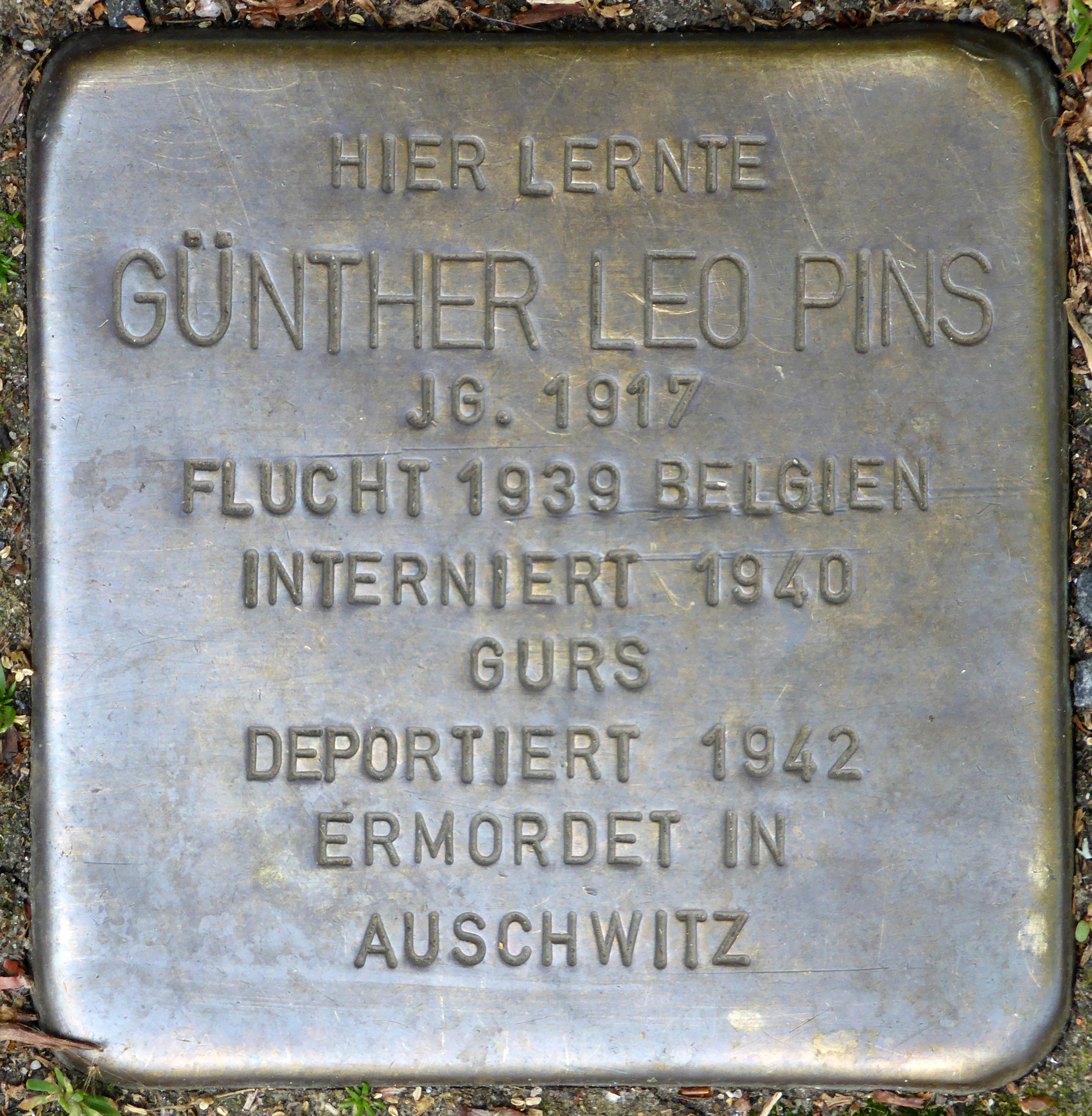
Stolperstein im Gedenken an den ehemaligen Schüler Günther Leo Pins

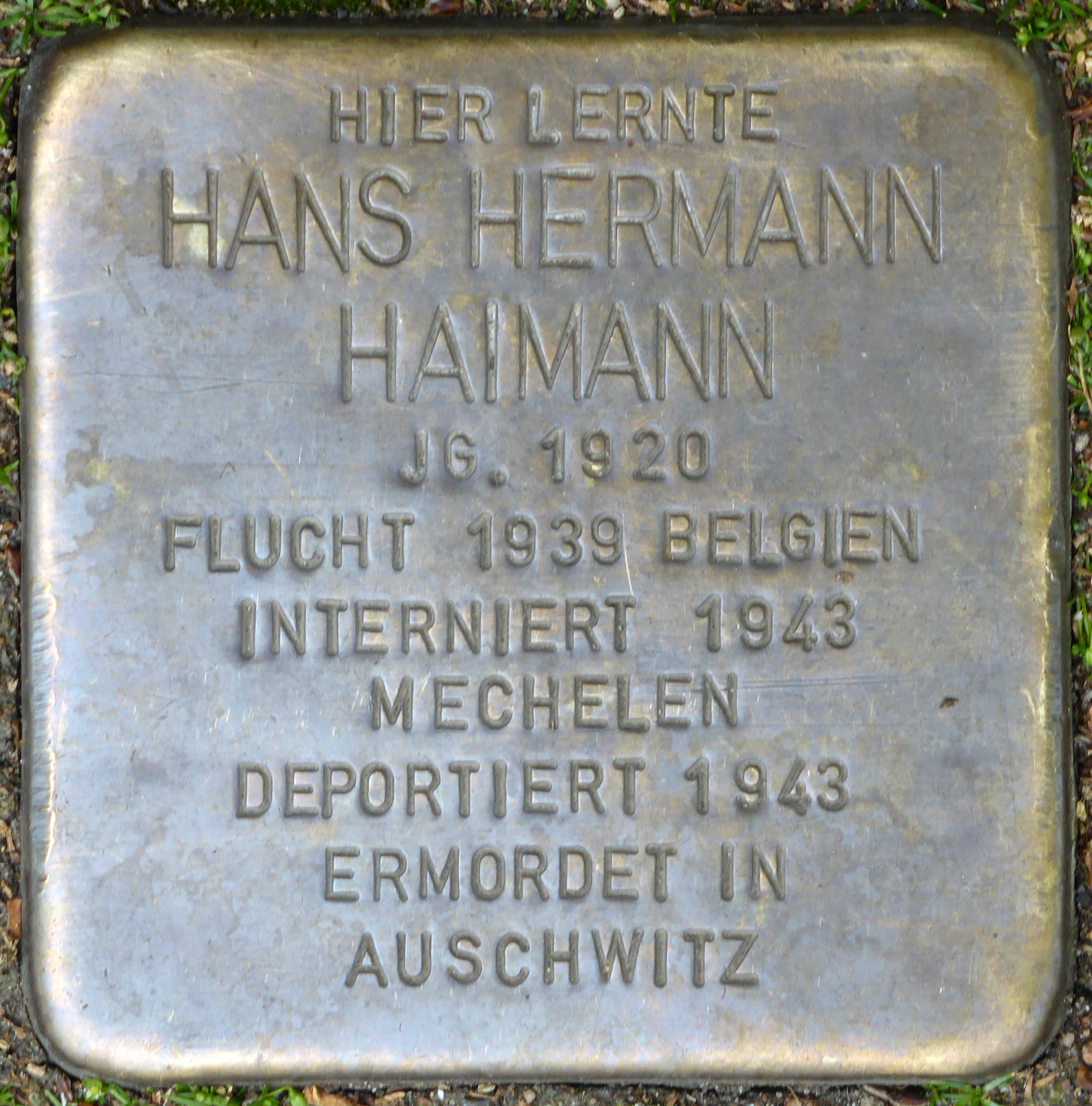
Stolperstein im Gedenken an den ehemaligen Schüler Hans Hermann Haimann

- Dietrich von Fürstenberg (1546–1618), Fürstbischof von Paderborn
- Johann Friedrich Matenesius (um 1580–1621), deutscher Historiker und Hochschullehrer
- Johann Adam Schall von Bell (1592–1666), Missionar und Beamter des Kaisers von China
- Jakob Merlo-Horstius (1597–1644), römisch-katholischer Priester und Theologe
- Jacob Masen (1606–1681), jesuitischer Poetiker, Theologe und Historiker
- Maximilian Heinrich von Bayern (1621–1688), Erzbischof und Kurfürst von Köln
- Franz Xaver Trips (1630–1696), katholischer Priester, Bibliothekar und Historiker
- Heinrich Brewer (1640–1713), katholischer Priester und Geschichtsschreiber
- Claudius Lacroix (1652–1714), Jesuit, Philosoph und Theologe
- Gerhard Ernst von Hamm (1692–1776), Rechtswissenschaftler und Hochschullehrer
- Clemens Lothar Ferdinand von Fürstenberg (1725–1791), Fideikommissherr, Erbdrost im Herzogtum Westfalen
- Carl Georg Jacob von Martial (1737–1811), Jurist und Autor des Werkes Grundsätze der Wappenkunst
- Friedrich Joseph Haass (1780–1853), Arzt in Moskau
- Johann Friedrich Hector Philippi (1802–1880), Landgerichtspräsident in Elberfeld
- Adolph Kolping (1813–1865), katholischer Priester und Begründer des Kolpingwerkes
- Gustav von Mevissen (1815–1899), Unternehmer und Politiker
- Otto Mengelberg (1817–1890), Maler der Düsseldorfer Schule
- Roland Daniels (1819–1855), Arzt und Mitglied des Bundes der Kommunisten
- Heinrich Bürgers (1820–1878), Journalist, Angeklagter im Kölner Kommunistenprozess und Reichstagsabgeordneter.
- Jean Jansen (1825–1849), Geometer, Revolutionär 1848/49
- Carl Schurz (1829–1906), Deutscher Revolutionär, US-amerikanischer General und Staatsmann
- Peter Paul Faust (1833–1912), Pädagoge und Mundartdichter
- Mathias Joseph Scheeben (1835–1888), katholischer Priester und Theologe
- Hermann Joseph Schmitz (1841–1899), Weihbischof von Köln[10]
- Hermann Cardauns (1847–1925), katholischer Historiker, Schriftsteller und Journalist
- Wilhelm Marx (1863–1946), Politiker (Zentrum), Reichskanzler
- Max Heimann (1872–1939), Jurist und Politiker
- Julio Goslar (1883–1976), Kirchenmusiker
- Hermann Bier (1885–1943), stv. Regierungspräsident von Köln, bis zur „Arisierung“ Miteigentümer des Hauses Bier in der Hülchrather Straße 6 in Köln[11]
- Theodor Steinbüchel (1888–1949), katholischer Moraltheologe und Sozialethiker
- Berndt Uhl (1903–1957), Theaterschauspieler
- Johannes Siemes (1907–1983), Jesuit, Philosophieprofessor und Autor sowie Überlebender des Atombombenabwurfs auf Hiroshima
- Günther Krauss (1911–1989), Rechtswissenschaftler und Notar
- Friedrich Schmieder (1911–1988), Neurologe und Psychiater
- Hanns Pastor (1917–2009), Maler der Avantgarde und Kunsterzieher
- Paul Verbeek (1925–2019), Jurist, Diplomat und Botschafter
- Hubert Luthe (1927–2014), Bischof von Essen
- Karl Josef Becker (1928–2015), Theologe und Kardinal
- Helmut Müller-Brühl (1933–2012), Dirigent
- Hermann Josef Schmitz (1936–2016), Landwirt und Politiker
- Claus Günzler (1937–2022), Philosoph und Hochschullehrer
- Uwe Günzler (1941–2008), Journalist und ehemaliger Moderator des Hessischen Rundfunks
- Albert Henrichs (1942–2017), Gräzist
- Ludwig Siep (* 1942), Philosoph und Hochschullehrer
- Harry Blum (1944–2000), Oberbürgermeister von Köln
- Fritz Schramma (* 1947), Oberbürgermeister von Köln
- Heribert Hirte (* 1958), Rechtswissenschaftler an der Universität Hamburg
- Vera Nünning (* 1961), Anglistin und Literaturwissenschaftlerin, Professorin an der Universität Heidelberg
- Peter Kohlgraf (* 1967), Pastoraltheologe, Bischof von Mainz
- Markus Hofmann (* 1968), Opus-Dei-naher Kölner Geistlicher, zeitweilig Generalvikar, Domkapitular
- Karin Everschor-Sitte (* 1984), Physikerin und Hochschullehrerin
- Daniel Brühl (* 1978), Schauspieler
- Philipp Hartwich (* 1995), Basketballspieler

## Jahresprogramme der Schule
- Einladungsschrift zu der öffentlichen Prüfung der Schüler des Katholischen Gymnasiums zu Köln. Köln 1831–1844 (Digitalisat)
- Jahresbericht über das Königliche Katholische Gymnasium zu Köln: Köln 1845–1860 (Digitalisat)
- Jahresbericht des Königlichen Katholischen Gymnasiums an Marzellen zu Cöln. Köln 1861–1864; 1866–1869; 1871–1873; 1904–1911 (Digitalisat)
- Bericht über das Königliche Katholische Gymnasium an Marzellen zu Köln. Köln 1876–1884 (Digitalisat)
- Bericht über das Königliche Katholische Gymnasium an Marzellen zu Köln. Köln 1884 (Digitalisat)
- Programm des Königlichen Katholischen Gymnasiums an Marzellen zu Köln. Köln 1885–1903 (Digitalisat)
- Bericht über das Schuljahr ... Köln 1915 (Digitalisat)